# Seki Takamichi
Takamichi Seki (sinh ngày 16 tháng 1 năm 1981) là một cầu thủ bóng đá người Nhật Bản.

## Sự nghiệp câu lạc bộ
Takamichi Seki đã từng chơi cho Omiya Ardija, Mito HollyHock, Consadole Sapporo, Tonan Maebashi, Fagiano Okayama, Okinawa Kariyushi FC và FC Ryukyu.